# Religiones y masonería
La relación entre algunas religiones y la masonería a menudo ha sido conflictiva. La masonería se define a sí misma como adogmática, dejando libertad a sus miembros de profesar la religión que cada uno decida o no profesar ninguna, esta última sólo se encuentra en la forma liberal de la masonería. Su posición favorable a la libertad de conciencia y su posición contraria al clericalismo político le ha supuesto, a lo largo de su historia, la crítica por parte de distintas confesiones religiosas, especialmente del cristianismo y del islam. La relación con las diferentes expresiones protestantes ha sido, notoriamente, más pacífica.[cita requerida]
Los estados confesionales tanto cristianos como musulmanes han reprimido la masonería de diferentes formas: desde el simple acoso, pasando por penas de prisión para los masones, llegando a la pena de muerte por el simple hecho de ser masón.[cita requerida] (Para la represión antimasónica de la parte de gobiernos teocráticos actuales, véase el artículo Antimasonería por país).
Las acusaciones que, desde el ámbito de estas Iglesias, se dirigen a la masonería suelen ser de ateísmo, de relativismo moral y filosófico, de promover una religión previamente estigmatizada (por ejemplo, el judaísmo) y hasta de adoración del Diablo.[cita requerida]

## Condena por la religión islámica

### Colegio de Jurisdicción Islámica (15 de julio de 1978)
Presentado en la Universidad Azhar de El Cairo.
El C.J.I. declaró:

"Después de una completa investigación concerniendo a esta organización, basado en hechos escritos provenientes de numerosas fuentes, nosotros hemos determinado que:

- (1) La masonería es una organización clandestina, que oculta o revela su sistema, dependiendo de las circunstancias. Sus principios actuales son escondidos a sus miembros, excepto a miembros escogidos de grados superiores.
- (2) Los miembros de la organización, mundialmente, son tomados de hombres sin preferencia por su religión, fe o secta.
- (3) La organización atrae a sus miembros bajo la base de proveer beneficios personales. Enzarza a los hombres en volverse políticamente activos, y sus fines son injustos.
- (4) Los nuevos miembros participan en ceremonias de diferentes nombres y símbolos, y son asustados de desobedecer sus regulaciones y órdenes.
- (5) Los miembros son libres de practicar su religión, pero solo los miembros que son ateos son promovidos a grados superiores, basados en cuanto están dispuestos a servir a sus peligrosos principios y planes.
- (6) Es una organización política. Ha servido en todas las revoluciones, tanto transformaciones militares como políticas. En todos los cambios peligrosos esta organización aparece tanto expuesta como veladamente.
- (7) Es una organización judía en sus raíces. Sus máximos dirigentes secretos son judíos y promueven actividades sionistas.
- (8) Sus objetivos primarios son el distraer de las religiones y distrae a los musulmanes del islam.
- (9) Intenta reclutar hombres con influencia financiera, política, social o científica, para utilizarlos. No toma en consideración aplicantes que no pueda utilizarlos. Recluta reyes, primeros ministros, altos oficiales del gobierno e individuos de similar condición.
- (10) Tiene ramas bajo diferentes nombres a forma de camuflaje, para que la gente no pueda dar seguimiento a sus actividades, especialmente si el nombre de masonería tiene oposición. Estas ramas son conocidas como Lions, Rotary y otras. Ellas tienen principios malvados que contradicen completamente las reglas del islam. Hay un clara relación entre masonería, judaísmo y el sionismo internacional. Ha controlado las actividades de altos oficiales árabes en el problema palestino. Ha limitado sus deberes, obligaciones y actividades para el beneficio del judaísmo y el sionismo internacional.

Dado que la masonería se involucra en actividades peligrosas, es un gran peligro y con objetivos malvados, el Sínodo Jurisdiccional determina que la masonería es una organización peligrosa y destructiva. Cualquier musulmán que se afilia a ella, sabiendo la verdad de sus objetivos, es un infiel al islam".
Colegio de Jurisdicción Islámica, 15 de julio de 1978.

## Condenas por la Iglesia Católica

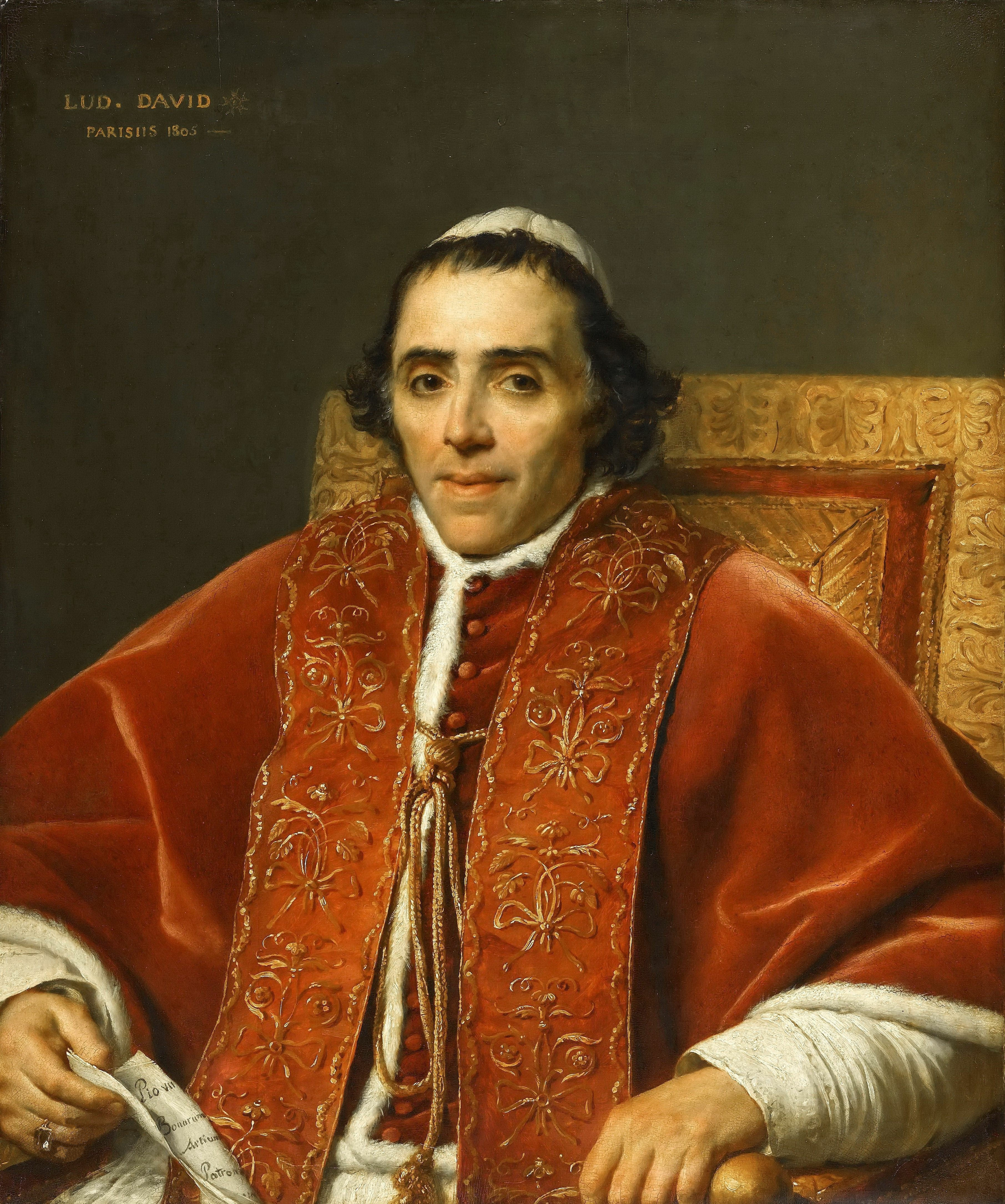
Papa Pío VII

La pertenencia a la masonería ha sido condenada por diversos documentos de la Iglesia desde el siglo XVIII hasta nuestros días:
- Bula In Eminenti del Papa Clemente XII (1738)[3]
- Providas Papa Benedicto XIV (18 de mayo de 1751)
- El Papa Pío VII promulgó el 13 de septiembre de 1821 una constitución denominada Ecclesiam a Jesu Christo. Este documento entre otras cosas dice que los francmasones han de ser excomulgados, por sus conspiraciones contra la Iglesia y el Estado.
- Quo Graviora Papa León XII (13 de marzo de 1825)
- Encíclica Traditi Humilitati Papa Pío VIII (24 de mayo de 1829)
- Encíclica Mirari Vos Papa Gregorio XVI (15 de agosto de 1832)
- Encíclica Qui Pluribus Papa Pío IX (9 de noviembre de 1846).
- Encíclica Humanum Genus Papa León XIII (20 de abril de 1884)[4]
- Encíclica Dall'alto dell'Apostolico Seggio Papa León XIII (15 de octubre de 1890)
- Encíclica Inimica Vos Papa León XIII (8 de diciembre de 1892)
- Encíclica Custodi Di Quella Fede Papa León XIII (8 de diciembre de 1892)
- Canon 2335 del Código de Derecho Canónico de 1917.[5]
- Declaración sobre la disciplina canónica que prohíbe, bajo pena de excomunión que los católicos se inscriban en la masonería y otras asociaciones de ese tipo. Sagrada Congregación para la Doctrina de la Fe, 17 de febrero de 1981.[6]
- Declaración sobre la masonería. Sagrada Congregación para la Doctrina de la Fe, 26 de noviembre de 1983.[7]

El canon 2335 del Código de Derecho Canónico de 1917 establecía que "los que dan su nombre a la secta masónica o a otras asociaciones del mismo género que maquinan contra la Iglesia o contra las potestades civiles legítimas, incurren ipso facto en excomunión simplemente reservada a la Sede Apostólica".
En 1962, se desarrolla el Concilio Vaticano II, donde marcarán un hito las intervenciones del monseñor Sergio Méndez Arceo durante la 31a. y 71a. congregaciones generales, en las que pidió que se tratara la cuestión de la actitud de la Iglesia para con las sociedades secretas y, en concreto, con la masonería.
El cardenal J. Krol, arzobispo de Filadelfia, preguntó a la Congregación para la Doctrina de la Fe si seguía estando en vigor la excomunión para los católicos que se afiliasen a la masonería. La Congregación, que en 1968 había consultado a varios episcopados sobre el tema, respondió en carta fechada el 19 de julio de 1974, dando a entender que solamente estaba afectada por la excomunión la pertenencia a asociaciones que conspiraban contra la Iglesia. Este matiz fue interpretado por algunos como una permisividad a la pertenencia a asociaciones masónicas siempre y cuando estas no conspirasen contra la Iglesia.
El nuevo Código de Derecho Canónico se promulgó el 25 de enero de 1983 creando ciertas expectativas a los masones dado que el canon 1374, relativo a quienes maquinan contra la Iglesia, había suprimido toda referencia a la masonería. Sin embargo, el 26 de noviembre de 1983, la Congregación para la Doctrina de la Fe, dirigida por el Prefecto Cardenal Joseph Ratzinger (posteriormente elegido papa con el nombre de Benedicto XVI) emitió una Declaración sobre la masonería, aprobada por san Juan Pablo II. En ella, se explicaba que si el nuevo código no mencionaba a la masonería expresamente era simplemente por un "criterio de redacción, seguido también en el caso de otras asociaciones que tampoco han sido mencionadas por estar comprendidas en categorías más amplias". Esta declaración confirmaba el juicio negativo de la Iglesia Católica sobre la masonería, así como la prohibición para los fieles católicos de afiliarse a las logias bajo la pena de caer en pecado grave y no poder comulgar.
En 1985 el periódico L'osservatore romano publicó un artículo firmado con tres asteriscos, lo que en la nomenclatura vaticana significa que ha sido inspirado y aprobado personalmente por el papa, titulado Inconciliabilidad entre fe cristiana y masonería, donde se volvía a hacer hincapié en el hecho de que "La masonería profesa ideas filosóficas y concepciones morales opuestas a la doctrina católica" y, por tanto, la afiliación a las asociaciones masónicas "sigue prohibida por la Iglesia", hasta el punto que los fieles que lo hagan "están en estado de pecado grave y no pueden acceder a la santa comunión".

### Argumentos católicos de la crítica a la masonería

#### Argumentos prácticos
- La cuestión del secreto. El secreto viola la libertad del masón, pues el iniciado desconoce en lo que se mete, quedando después condicionado e instrumentalizado en función de estrategias que él ignora.
Al límite no permite al iniciado saber hasta qué punto está entrando en una logia masónica regular o en alguna organización parecida o seudomasónica, las cuales en muchas ocasiones son de carácter ilegal, así llamadas "obediencias salvajes".[cita requerida]
- La "machinatio". Esta segunda razón "práctica" hace referencia a la "hostilidad -al menos de una parte importante- de la masonería en relación con la Iglesia". Sobre todo, la masonería latina tiene un marcado acento anticlerical y laicista, que se extiende a la promoción de leyes y antivalores cristianos. En los Estados Unidos, la masonería ha apoyado leyes para favorecer el aborto, quitar todo signo religioso de las escuelas.[cita requerida]
- La promoción del ocultismo. Aunque ha tendido a desaparecer, sobre todo en la masonería de la corriente fría - más racionalista y deísta - en la masonería de franja es un argumento que no se puede dejar de lado.

#### Argumentación doctrinal: la crítica del método
La remoción de los argumentos prácticos no hace automáticamente compatible la masonería con al confesión católica, no así en denominaciones protestantes (como los Bautistas del Sur en los Estados Unidos). En la base del rechazo católico de la masonería no sólo están los argumentos prácticos, sino la irreconciliabilidad de los principios del método masónico con la fe. Dicho simplemente, el tipo de relativismo que conlleva el "método masónico", aun cuando no se haga una profesión explícita de él, hace imposible el acto de fe tal y como lo entiende la Iglesia.

## Condena de otras iglesias cristianas
En 1933 el episcopado de la Iglesia ortodoxa griega emitió un comunicado condenando la pertenencia a la masonería. La Iglesia presbiteriana de Escocia condenó la masonería en 1757. También ha sido condenada por la Iglesia presbiteriana de Irlanda y por la presbiteriana ortodoxa de América. Los metodistas ingleses aprobaron una resolución contra la masonería en 1927. La postura oficial de la Iglesia de Inglaterra fue establecida por en la reunión de junio de 1987 del Sínodo General en York, que sostuvo que el cristianismo y la masonería no eran compatibles.

## Anticlericalismo masónico
Una parte de los masones no solamente profesan el laicismo sino también el anticlericalismo, oponiéndose filosóficamente, doctrinalmente y políticamente al cristianismo.[cita requerida]